# Шведский вальхунд
Шведский вальхунд (швед. västgötaspets) — порода шпицеобразных пастушьих собак, выведенная в Швеции, внешне напоминает вельш-корги. Также известна как вестготская лайка, шведская пастушья собака, вестрагёталандская собака, вестготский шпиц. Почти утратив своё значение как пастухов, собаки этой породы в современном мире стали популярны в качестве компаньонов.

## История породы
Современные исследователи считают, что вальхунд является коренной породой и происходит из южных шведских провинций Вестра-Гёталанд и Сконе, где с давних времён было развито скотоводство. Однако схожесть породы с вельш-корги не даёт однозначного ответа относительно её происхождения: возможно валлийские моряки завезли когда-то своих собак в Швецию, либо наоборот — корги взяли родословную от местных псов. Также рассматривается версия о происхождении вальхунда от известных в течение тысячелетий шведских шпицев и лаек.
К сороковым годам XX века порода оказалась под угрозой исчезновения. В 1942 году её восстановлением занялись Бьёрн фон Розен и К. Г. Зеттерстен. Ими была разработана программа разведения, а за основу взята обитающая в окрестностях города Вары группа из четырёх однотипных пастушьих собак старого типа. Проделанная при поддержке Шведского клуба собаководства работа позволила в 1943 году добиться спасения породы и её признания, пастуший инстинкт вальхунда при этом не был утерян.
В январе 1954 года шведский вальхунд признан Международной кинологической федерацией и отнесён к группе шпицев и пород примитивного типа, к подгруппе северных сторожевых и пастушьих собак.
Ежегодно в Швеции регистрируется порядка 200 щенков, за пределами родины собаки этой породы разводятся в Бельгии, Канаде, Дании, Финляндии, Франции, Германии, Голландии, Ирландии, России, Швейцарии, Великобритании и Соединённых Штатах Америки.

## Внешний вид
Крепкого телосложения, с укороченными конечностями. Отношение высоты в холке к длине корпуса — 2:3, высота от нижней точки грудной клетки до земли никогда не может быть меньше 1/3 от высоты в холке.
Голова чётко очерченных линий, довольно длинная, клиновидной формы, верхние линии черепа и морды параллельны. При осмотре сверху и сбоку — черепная часть умеренно широкая и равномерно сужающаяся к чёрной мочке носа. Череп почти плоский, переход ото лба к морде хорошо выражен. При осмотре сбоку морда в форме тупого клина, немного короче черепной части. Губы плотно прилегающие. Нижняя челюсть широкая и сильная, не выдаётся вперёд. Прикус ножницеобразный с ровными и хорошо развитыми зубами. Глаза тёмно-коричневые, среднего размера, овальной формы. Уши подвижные, среднего размера, заострённые, стоячие, ушное полотно плотное от основания до кончиков ушей, с гладкой шерстью, их длина должна быть немного больше ширины у основания.
Шея длинная, гибкая, с хорошей мускулатурой. Спина прямая, мускулистая. Поясница короткая, широкая и сильная. Круп широкий и немного наклонный. Грудь длинная и глубокая, с достаточно хорошо изогнутыми рёбрами, при осмотре спереди — овальной формы, при осмотре сбоку — в форме эллипса, опущена на 2/5 длины передних конечностей; если смотреть сбоку, нижняя точка груди находится непосредственно за локтями, передняя часть груди хорошо развита, но не чрезмерно выражена. Живот немного подобранный.
Хвост может быть длинным или коротким (куцым), принятого стандарта длины нет. Куцехвостые щенки довольно редки, они могут вообще не иметь хвоста или иметь укороченный хвост, достигающий длины 10 см у взрослой собаки.
Лопатки длинные, расположены под углом 45° к горизонтальной плоскости. Плечевые кости немного короче лопаток. Плече-лопаточные углы хорошо выражены. Плечевые кости прилегают к рёбрам. Предплечья при осмотре спереди слегка изогнутые, пясти гибкие. Задние конечности при осмотре сзади — параллельные, бёдра широкие и очень мускулистые, колени с хорошо выраженными углами, голени немного больше умеренной длины плюсен. Скакательные суставы имеют хорошо выраженные углы. Передние и задние лапы среднего размера, короткие, овальные, направлены вперёд, с крепкими подушечками, сжатые и сводистые.
Покровный волос средней длины, грубый, непроницаемый и плотно прилегающий, подшёрсток мягкий и очень густой. Шерсть короткая на голове и передней стороне конечностей, более длинная — на шее, горле, груди и задней части бёдер. Окрас волчий, разнообразных оттенков зонарно-серого, рыжевато-серого и коричневато-жёлтого с осветлёнными участками на морде, вокруг глаз, конечностях, на нижней части шеи и туловища. Допустимы белые фрагменты на лапах и груди, а также «звёздочка» на лбу и маленькое пятно на шее.
Идеальная высота в холке кобелей — 33 см, сук — 31 см, не критичны отклонения +2 и −1 см. Вес — от 9 до 14 кг.

## Темперамент
Бдительная, энергичная, преданная, дружелюбная, общительная со взрослыми, детьми и другими животными собака. Сообразительная, легко обучаемая, несмотря на то, что является пастушьей собакой, способна проявить себя как в охоте, так и в испытаниях по аджилити.
Является хорошим сторожем для дома, ловит крыс. Дорожит свободой и движением, при этом не отходит далеко о своего хозяина, ассоциируя себя с его семьёй. Вальхунды очень чутки, прислушиваются к любому звуку, внимательно наблюдают за обстановкой, спят урывками. Находясь в стае, прекрасно уживаются с другими её членами, не отбирают друг у друга пищу, суки сообща занимаются воспитанием щенков.
Вальхунды образуют прочные связи со своими хозяевами и становятся их рьяными защитниками. Будучи очень сообразительными и энергичными собаками, нуждаются в определённой умственной стимуляции и ежедневных физических упражнениях, а также в социализации с самого раннего возраста, включающей ознакомление с новыми ситуациями, звуками, людьми, собаками и другими животными. Они умны и быстро понимают что делать разрешено, а какое поведение не допустимо. Недостаток умственных и физических упражнений может повлечь за собой деструктивное поведение, вызванное не озорством, а желанием снять стресс.
Повинуясь пастушьему инстинкту, вальхунды склонны воспринимать знакомых животных как стадо, из-за чего начинают «пасти» их, преследуя и прихватывая за задние лапы, это может проявляться уже в щенячьем возрасте. У породы прослеживается предрасположенность к излишнему лаю, проявляющемуся в отношении незнакомцев, или если в их среде происходит что-то не по их нраву. Однако это проблема решается посредством правильной ранней дрессировки.
При воспитании вальхунды плохо отзываются на резкие и жёсткие методы коррекции, лучшие результаты даёт положительное подкрепление, особенно с хорошим стимулом, при этом излишнее количество лакомства может привести к избыточному весу собаки и повлиять на общее состояние её здоровья.

## Использование
Большинство вальхундов используются как пастушьи собаки, их главная функция — перегон скота. Они также неплохо справляются с обязанностями сторожа и крысолова. Есть немало любителей, использующих собак этой породы в роли компаньона, на прогулке или в походе они будут неустанно следовать за хозяином. Вальхунды с успехом участвуют в соревнованиях по аджилити, обидиенсу, флайболу.
На родине вальхундам находят применение в качестве поисково-спасательных собак, на военной службе, в полиции и медицине. Они проходят специальную подготовку, обучаясь поиску людей, наркотических и взрывчатых веществ. Вальхунды, задействованные в канистерапии, общаясь с больными, пожилыми и людьми с ограниченными возможностями, оказывают на них положительное терапевтическое воздействие в лечении, адаптации и реабилитации.

## Здоровье
Шведский вальхунд приспособлен к суровым природным условиям, это неприхотливая и выносливая собака, отличающаяся долголетием и отсутствием серьёзных проблем со здоровьем. В основном это заболевания наследственного характера. Собаки этой породы иногда страдают от ретинопатии — поражения сетчатки глаза, и дисплазии тазобедренного сустава.
Средняя продолжительность жизни составляет от 12 до 14 лет, однако многие вальхунды живут гораздо дольше. Помёты небольшие, в среднем 4-5 щенков.

## Содержание и уход
Собаки этой породы лучше всего подходят для содержания за городом или в доме, имеющем большой задний двор, и станут прекрасным выбором для семей, в которых хотя бы один человек остаётся дома, чтобы собака в течение длительного времени не была предоставлена сама себе. Также важно при наличии маленьких детей в доме следить за тем, чтобы, проявляя свои пастушьи качества, вальхунд не травмировал ребёнка, прикусывая при «пастьбе».
Шведские вальхунды не требуют сложного ухода, их короткая, плотно прилегающая шерсть отталкивает воду и грязь, и чтобы поддерживать её в хорошем состоянии, достаточным будет еженедельное расчёсывание. В период весенней и осенней линьки — чаще.
Важно на регулярной основе следить за состоянием шерсти и кожного покрова, проверять, и по необходимости чистить уши. Ежедневные физические упражнения и использование качественного корма станут гарантией хорошей формы и здоровья собаки.